# Melbourne Rising
Maillots
Dernière mise à jour : 26 octobre 2014.
Le Melbourne Rising est une franchise professionnelle australienne de rugby à XV, située dans l'État de Victoria, qui évolue dans le National Rugby Championship.

## Histoire
La franchise est l'héritière des Melbourne Rebels, qui participèrent à l'Australian Rugby Championship en 2007. Le rugby à XV australien n’est guère populaire à Melbourne, où la scène sportive est historiquement dominée par le rugby à XIII et le football australien. Néanmoins, les dirigeants du rugby à XV australien décident d’implanter une équipe dans ce territoire hostile. En 2006, lorsque le Super 12 était passé à 14 équipes, la fédération du Victoria (Victorian Rugby Union, VRU) avait proposé sa candidature, mais c’était l’Australie occidentale qui s’était vu attribuer la nouvelle franchise, la Western Force, basée à Perth. Melbourne se porte alors candidate en 2006 à l'octroi d'une franchise pour l'Australian Rugby Championship (ARC), compétition qui devait servir de réservoir aux équipes du Super 14. 
L'ARU n'ayant duré qu'une seule saison en raison de résultats financiers faibles, la franchise est mise en sommeil et renaît en 2011 sous la forme d'une franchise appelée à disputer le Super 15.
En décembre 2013, la fédération australienne de rugby décida la création d'une compétition entre le rugby des clubs et le Super Rugby. Melbourne est retenu pour accueillir une équipe, qui est adossée à la franchise du Super Rugby des Rebels et à la fédération de l'État (Victoria Rugby Union) qui lui fournit toutes les infrastructures nécessaires,.

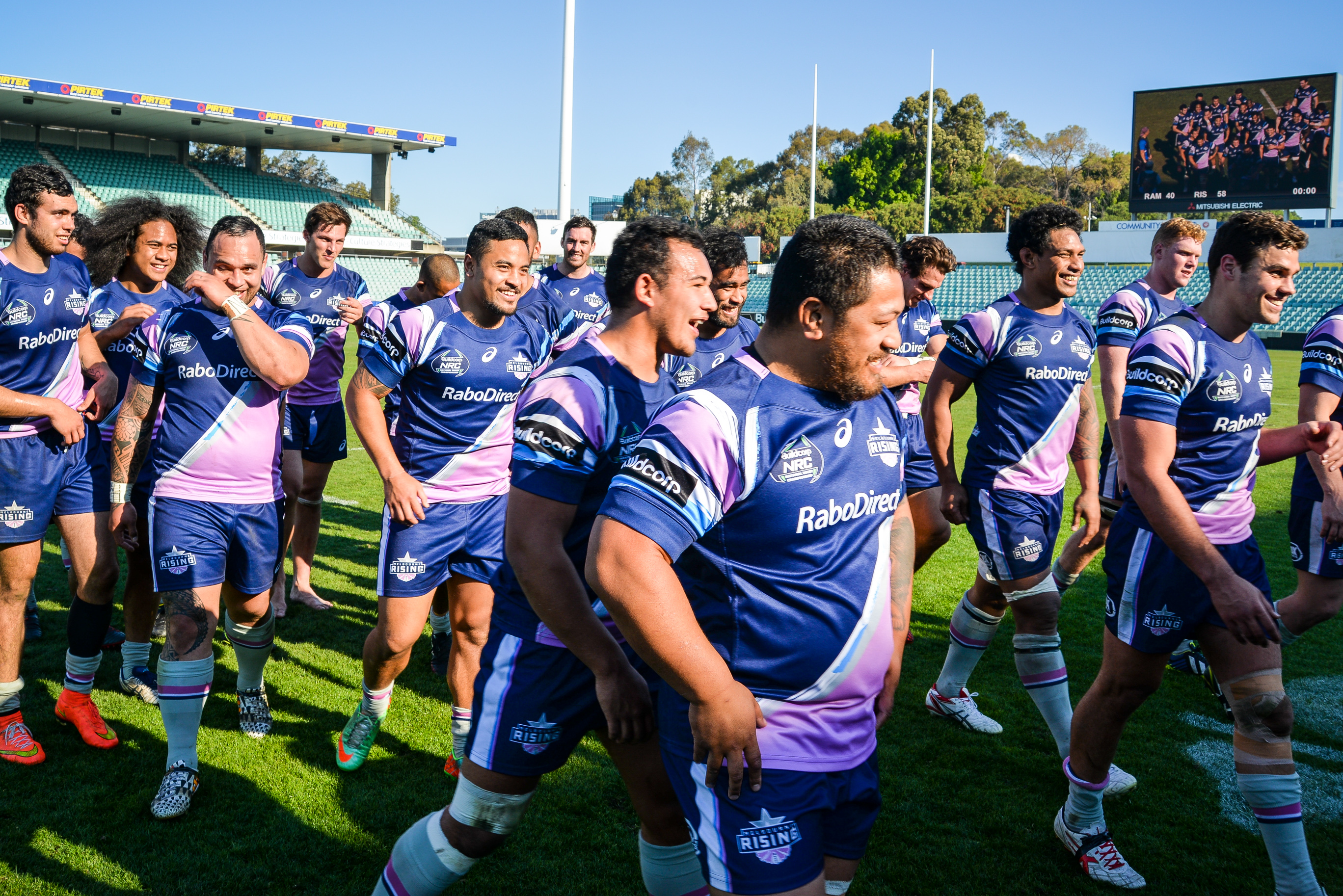
Le Melbourne Rising victorieux des Greater Sydney Rams, 2014.

Lors de la première saison du NRC, le Rising demeure invaincu pendant les huit rencontres préliminaires avant de chuter sur son terrain en demi-finales face au Perth Spirit.

## Couleurs et logo
Le lien avec les Rebels est marqué par la couleur bleu marine, par le rose qui évoque la fleur symbole de l'État de Victoria, Epacris impressa et par les cinq étoiles qui apparaissent aussi sur leur maillot. 

## Stade
Le Rising est basé au AAMI Park, inauguré en 2010.

## Joueurs célèbres
- Scott Higginbotham
- Luke Burgess
- Jack Debreczeni
- Lloyd Johansson